# Herb Grabowa (Szczecin)

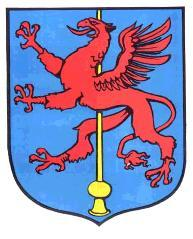
Herb Grabowa

Herb Grabowa – historyczny herb Grabowa, obecnie stanowiącego część Szczecina, w latach 1855-1900 samodzielnego miasta.
Herb został wprowadzony ponad rok po uzyskaniu przez Grabowo praw miejskich. Przedstawiał umieszczonego w błękitnym polu czerwonego gryfa, przeszytego srebrną iglicą o lancetowatym kształcie zwężającym się w szpiczasty grot, z uchwytem w formie złotej kulki u spodu. Iglica ta stanowiła nawiązanie do znajdującego się dawniej na terenie Grabowa książęcego Zamku Odrzańskiego.